# Colotis fausta
Colotis fausta is een dagvlinder uit de familie Pieridae, de witjes. De soort komt voor van Klein-Azië tot en met India en Sri-Lanka, op het Arabisch Schiereiland, en in Somalië.
De waardplant is Capparis herbacea.